# انتقال منتصف البليستوسيني

يظهر الرسم البياني خمسة ملايين سنة من الدورات الجليدية، استنادًا إلى نسبة نظائر الأكسجين التي يُعتقد أنها تمثل مؤشرًا جيدًا لحجم الجليد العالمي. يمثل الحد الأقصى للتغيرات الدورية الانتقال بين الدورات الموضحة باللون الأخضر.

انتقال وسط البليستوسيني (باللاتينية: Mid-Pleistocene Transition) (MPT)، والمعروف أيضًا باسم ثورة منتصف البليستوسيني (باللاتينية: Mid-Pleistocene Revolution) (MPR)، وهو تغير أساسي في سلوك الدورات الجليدية أثناء تجلد العصر الرباعي. استمر هذا الانتقال مدة 550,000 عام تقريبًا، تقريبًا من 1.25 إلى 0.7 مليون عام مضت، في فترة البليستوسيني.